# Zopherus aequalis
Zopherus aequalis is een keversoort uit de familie somberkevers (Zopheridae). De wetenschappelijke naam van de soort werd in 1907 gepubliceerd door Thomas Lincoln Casey.